# 산니콜로제레이
산니콜로제레이는 사르데냐어로 파울리제레이라고도 불리며, 이탈리아 사르데냐 주 수드사르데냐도에 있는 코무네 (지자체)로, 칼리아리에서 북동쪽으로 약 35 킬로미터 (22 마일) 떨어져 있는 제레이 전통 하위 지역에 위치한다.
산니콜로제레이는 다음 지자체들과 접한다: 아르문자, 발라오, 돌리아노바, 산 바실리오, 산탄드레아프리우스, 실리우스, 빌라살토.

## 같이 보기
- 파울리 제레이 삼중 언어 비문